# Episodi di Breaking Bad (quinta stagione)
La quinta e ultima stagione della serie televisiva Breaking Bad è stata trasmessa in prima visione negli Stati Uniti d'America dall'emittente AMC in due parti separate: i primi otto episodi sono andati in onda dal 15 luglio al 2 settembre 2012, mentre gli altri otto sono stati trasmessi dall'11 agosto al 29 settembre 2013.
In questa stagione vengono introdotti due nuovi personaggi principali: Lydia Rodarte-Quayle, interpretata da Laura Fraser, e Todd Alquist, interpretato da Jesse Plemons.
In Italia la prima parte della quinta stagione (episodi 1-8) è stata trasmessa da AXN dal 15 gennaio al 5 marzo 2013; la seconda parte (episodi 9-16) dal 21 settembre al 9 novembre 2013 sempre su AXN. In chiaro la prima parte è stata trasmessa da Rai 4 dal 15 gennaio al 5 marzo 2014, mentre la seconda parte è stata trasmessa dall'11 settembre al 30 ottobre 2014 sempre su Rai 4.

Jesse, Walter e Mike nel deserto del Nuovo Messico (5x07)

| nº            | Titolo originale | Titolo italiano       | Prima TV USA      | Prima TV Italia   |
| Prima parte   | Prima parte      | Prima parte           | Prima parte       | Prima parte       |
| ------------- | ---------------- | --------------------- | ----------------- | ----------------- |
| 1             | Live Free or Die | Vivi libero o muori   | 15 luglio 2012    | 15 gennaio 2013   |
| 2             | Madrigal         | L'affare tedesco      | 22 luglio 2012    | 22 gennaio 2013   |
| 3             | Hazard Pay       | Indennità di rischio  | 29 luglio 2012    | 29 gennaio 2013   |
| 4             | Fifty-One        | Un ambiente migliore  | 5 agosto 2012     | 5 febbraio 2013   |
| 5             | Dead Freight     | Rapina al treno       | 12 agosto 2012    | 12 febbraio 2013  |
| 6             | Buyout           | Buonuscita            | 19 agosto 2012    | 19 febbraio 2013  |
| 7             | Say My Name      | Di' il mio nome       | 26 agosto 2012    | 26 febbraio 2013  |
| 8             | Gliding Over All | Volare alto           | 2 settembre 2012  | 5 marzo 2013      |
| Seconda parte |                  |                       |                   |                   |
| 9             | Blood Money      | Denaro insanguinato   | 11 agosto 2013    | 21 settembre 2013 |
| 10            | Buried           | Questioni di famiglia | 18 agosto 2013    | 28 settembre 2013 |
| 11            | Confessions      | Confessioni           | 25 agosto 2013    | 5 ottobre 2013    |
| 12            | Rabid Dog        | Cane rabbioso         | 1º settembre 2013 | 12 ottobre 2013   |
| 13            | To'hajiilee      | Riserva indiana       | 8 settembre 2013  | 19 ottobre 2013   |
| 14            | Ozymandias       | Declino               | 15 settembre 2013 | 26 ottobre 2013   |
| 15            | Granite State    | Tutto torna           | 22 settembre 2013 | 2 novembre 2013   |
| 16            | Felina           | Felina                | 29 settembre 2013 | 9 novembre 2013   |

## Vivi libero o muori
- Titolo originale: Live Free or Die
- Scritto da: Vince Gilligan
- Diretto da: Michael Slovis

### Trama
Le immagini iniziali mostrano un Walter dall'aspetto piuttosto trasandato, con i capelli ricresciuti e proveniente dal New Hampshire, sotto il falso nome di Mr. Lambert, recatosi nuovamente ad Albuquerque per acquistare una mitragliatrice M60 da un trafficante d'armi, nel giorno del suo cinquantaduesimo compleanno.
L'attenzione poi si sposta a tempo prima. Dopo l'omicidio di Gus Fring e l'esplosione del laboratorio di metanfetamina, la polizia e la DEA, con Hank in testa, cercano di far luce sugli affari illegali di Gus, mentre Walt decide di ritrasferirsi definitivamente a casa, con grande disappunto di Skyler, ormai consapevole del fatto che è lui il responsabile dell'esplosione che ha ucciso Gus. Dopo aver confessato a Walt che inizia ad avere paura di lui, la donna va in ospedale a trovare Ted Beneke, finito in cura per un grave incidente domestico: in un dialogo piuttosto teso, l'uomo le promette di non rivelare niente di quanto accaduto.
Mike nel frattempo, dopo essersi ripreso dalla ferita da proiettile, torna nel Nuovo Messico per vendicarsi di Walt, che ha ucciso il suo ex capo. Tuttavia, Walt e Jesse riescono a calmarlo e gli chiedono di aiutarli a disfarsi del portatile di Gus, finito tra gli oggetti sequestrati dalla polizia e contenente le registrazioni delle telecamere di sorveglianza del laboratorio ove Walt e Jesse cucinavano metanfetamina. Consapevole del fatto che se la polizia scoprisse tali video finirebbe anche lui nei guai, Mike accetta di aiutarli e viene a sapere della posizione del computer: quando i tre si riuniscono per capire come distruggerlo, Jesse suggerisce di acquistare un potente magnete da sfasciacarrozze per smagnetizzare l'hard-disk del laptop e, sfruttando la forza di attrazione, farlo sbattere al muro della struttura dov'è contenuto, distruggendolo. Quella notte, i tre riescono a distruggere il laptop di Gus e a fuggire prima di venire scoperti. Al deposito giudiziario, mentre riordinano le prove del caso Fring, gli agenti di polizia scoprono un appunto nascosto che conduce ad una banca della Svizzera Francese e ad una delle Isole Cayman.
Walt si reca all'ufficio di Saul e si mostra decisamente contrariato quando l'avvocato gli spiega il motivo per cui aveva aiutato Skyler a dare i soldi a Ted. Saul allora accusa Walt di essere un ingrato e di non apprezzare il fatto che Saul stesso si è esposto in prima persona convincendo il suo scagnozzo Huell a sottrarre la ricina a Jesse: ciò rende esplicito il coinvolgimento di Saul nel piano pensato da Walt per convincere Jesse dell'avvelenamento di Brock, al fine di metterlo contro Gus. Saul restituisce la sigaretta con la ricina a Walt ed esprime chiaramente l'intento di voler chiudere i rapporti con lui; ma Walt, con fare minaccioso, gli dice che questo avverrà solo quando lui stesso lo deciderà. Al ritorno a casa, Walt trova Skyler in camera da letto e abbracciandola, le dice di averla perdonata.
- Guest star: Christopher Cousins (Ted Beneke), Steven Michael Quezada (Steven Gomez), Jim Beaver (Lawson), Larry Hankin (Vecchio Joe), JB Blanc (Dr. Barry Goodman).
- Altri interpreti: James Harris (Agente), Monique Candelaria (Lucy), Gail Starr (Infermiera).

## L'affare tedesco
- Titolo originale: Madrigal
- Scritto da: Vince Gilligan
- Diretto da: Michelle MacLaren

### Trama
In Germania, nella sede della multinazionale tedesca Madrigal, azienda sotto la cui gestione ricade il franchise "Los Pollos Hermanos", il presidente Peter Schuler si suicida dopo che alcuni agenti vengono a chiedergli dei suoi passati trascorsi con Gustavo Fring.
Jesse è preoccupato per aver perso la sigaretta contenente la ricina e teme possa finire nelle mani di qualche innocente. Per evitare che Jesse scopra qualcosa, Walt crea una "finta ricina" usando del semplice sale da cucina, inserisce la fiala all'interno di una delle sigarette che Jesse è solito fumare, e con uno stratagemma fa in modo che il ragazzo la trovi all'interno del suo Roomba. Decide poi di non sbarazzarsi della vera ricina, e la nasconde all'interno di una presa di corrente posizionata in camera sua. Il ragazzo, preso dai sensi di colpa, si scusa in lacrime con Walt per aver minacciato di ucciderlo. Walt vuole tornare a produrre metanfetamina in quanto non ha più soldi da parte: dopo aver convinto Jesse, i due tentano di includere nell'operazione anche Mike, il quale però rifiuta categoricamente.
L'indagine sull'organizzazione di Gus prosegue: Hank torna al lavoro e con i colleghi incontra una delegazione della Madrigal, di cui faceva parte Los Pollos Hermanos. Il presidente della multinazionale spiega che Peter Schuler era a capo del settore ristorazione ed era all'oscuro del suo sostegno all'organizzazione criminale di Gus Fring, ragion per cui assicura alla DEA piena collaborazione nella speranza di trovare altri eventuali complici all'interno della Madrigal. Una di questi è Lydia, responsabile della logistica della Madrigal che conosceva molto bene Gus, ma anche Mike. Incontrandosi con quest'ultimo, Lydia gli confessa di essere preoccupata per 11 ex-dipendenti di Gus ora in carcere, su cui le indagini stanno inevitabilmente stringendo il cerchio in quanto erano tutti a libro paga. Per evitare che possano tradirli e confessare alla DEA la loro partecipazione nella gestione dell'impero criminale di Gus, Lydia chiede a Mike di ucciderli tutti. Mike rifiuta, spiegando che Gus aveva previsto che venissero pagati anche in casi straordinari come questo, mantenendo il silenzio. 
In quanto formalmente dipendente di Los Pollos, Mike viene interrogato da Hank e Gomez, che cercano di far luce sul suo vero ruolo. Successivamente un sicario pagato dalla stessa Lydia tenta di ucciderlo. Mike riesce a salvarsi, poi va a casa di lei con l'intenzione di farla fuori ma all'ultimo istante decide di risparmiarla, a patto che lei gli procuri la metilammina fondamentale per la droga di Walter: Mike ha deciso di rientrare nel giro poiché tutti i soldi che aveva fatto mettere a Gus in un conto bancario per la nipote sono stati sottratti dai federali, che ne hanno scoperto la provenienza illecita. A fine giornata Walter, a letto con Skyler, le spiega che tutto ciò che ha fatto lo ha fatto solo per proteggere la sua famiglia; tuttavia lei, mentre viene abbracciata e baciata più volte da Walt, sembra inquieta.
- Guest star: Laura Fraser (Lydia Rodarte-Quayle), Steven Michael Quezada (Steven Gomez), Michael Shamus Wiles (George Merkert), Norbert Weisser (Peter Schuler), Wolf Muser (Presidente Herr Herzog), Carrington Vilmont (Capo alimentare tecnico).
- Altri interpreti: James Ning (Duane Chow), Kaija Roze Bales (Kaylee Ehrmantraut), Christopher King (Chris Mara), Norma Maldonado (Delores), Debrianna Mansini (Fran), Trine Christensen (Ms. Tromel), Mathias Kaesebier (Avvocato), Brennan Foster (Detective Kunst), Lillian Presley Leyba (Kiira Rodarte-Quayle),

## Indennità di rischio
- Titolo originale: Hazard Pay
- Scritto da: Peter Gould
- Diretto da: Adam Bernstein

### Trama
Con l'aiuto di Saul, Walt, Mike e Jesse cercano un nuovo posto per rimettere in piedi il laboratorio di metanfetamina. Dopo una lunga ricerca, i quattro trovano in una compagnia di disinfestazione di case la perfetta copertura. Dietro compenso, i disinfestatori permetteranno loro di montare un piccolo laboratorio per cucinare droga negli stessi edifici in cui devono intervenire: necessitando irrorazioni di veleno gassoso per giorni interi, le case saranno totalmente deserte e sicure da qualunque controllo.
Nel frattempo, Skyler è sempre più stressata dalla presenza di Walt in casa e si sfoga con la sorella Marie. Quest'ultima chiede spiegazioni a Walt e questi, mentendo, le dice che Skyler è preoccupata per le condizioni fisiche di Ted Beneke, l'ex amante di Skyler. Intanto insorgono le prime incomprensioni tra Walt e Mike circa la divisione del ricavato del traffico di droga, risicato dalle commissioni per i "muli" (gli autisti) e per comprare il silenzio degli scagnozzi di Mike, finiti in prigione dopo lo smantellamento dell'impero di Gus. Nel frattempo Jesse lascia Andrea.
- Guest star: Matt L. Jones (Badger), Emily Rios (Andrea Cantillo), Jesse Plemons (Todd Alquist), Mike Batayeh (Dennis Markowski), Franc Ross (Ira), Charles Baker (Skinny Pete), Lavell Crawford (Huell Babineaux).
- Altri interpreti: Ian Posada (Brock Cantillo), Joshua Gomez (Sandor), Miguel Martinez (Fernando), Chris Freihofer (Dan Wachsberger), Kristin Hansen (Darla), Alex Knight (Venditore), Michael Ostroski (Proprietario della casa).

## Un ambiente migliore
- Titolo originale: Fifty-One
- Scritto da: Sam Catlin
- Diretto da: Rian Johnson

### Trama
È il cinquantunesimo compleanno di Walter, nonché l'anniversario della scoperta del suo cancro polmonare. Per ingraziarsi sempre di più la famiglia e in particolare il figlio, Walt sfida continuamente l'autorità genitoriale della moglie, prendendo in leasing, contro il suo volere (dopo aver venduto la sua vecchia Pontiac per la misera cifra di 50 dollari), due auto nuove: una Dodge Challenger rossa per Walter Jr. e una Chrysler 300 nera per sé. Skyler invita Marie e Hank per il compleanno di Walt. Durante la cena, Walt continua a parlare sempre di sé stesso e di quanto sia stato forte nel superare la malattia. Skyler, esasperata dal marito, tenta di suicidarsi nella piscina lasciandosi affogare. In realtà la donna è preoccupata perché Walt ha ripreso a cucinare e spacciare metanfetamina e teme che la famiglia possa tornare a essere in pericolo.
Proseguendo le indagini su Gus Fring e Los Pollos Hermanos, Hank e la DEA irrompono nella sede statunitense della Madrigal in Texas, ove sono depositati i barili di metilammina che Lydia fornisce illegalmente a Walter e Jesse, e gli agenti arrestano un uomo fidato di Lydia. Lydia evita per un soffio la cattura e, terrorizzata, riceve l'aiuto di Jesse. Jesse e Lydia scoprono che sotto i barili di metilammina che la donna dovrebbe consegnare a lui e Walt, ci sono delle cimici. Mike viene informato e, conoscendo Lydia molto bene, sospetta che li abbia messi lei stessa per ingannarli e cercare di convincerli a non farsi più aiutare da lei.
- Guest star: Laura Fraser (Lydia Rodarte-Quayle), Steven Michael Quezada (Steven Gomez).
- Altri interpreti: Todd Terry (Agente Austin Ramey), Russ Dillen (Ron Forenall), Melissa McCurley (Segretaria),  John Ashton (Benny).

## Rapina al treno
- Titolo originale: Dead Freight
- Scritto da: George Mastras
- Diretto da: George Mastras

### Trama
Walt si reca nell'ufficio di Hank e, con una scusa, lo fa allontanare per nascondere una cimice sulla scrivania del cognato. Mike rapisce Lydia, e la porta con sé da Walt e Jesse. I tre tentano di farle confessare di essere stata lei a mettere le cimici sotto i barili, ma, intercettando una conversazione fra Hank e il capo della DEA di Houston grazie al microfono nascosto da Walt, capiscono che la donna è veramente innocente e che le microspie sono state messe dalla polizia. Con la fornitura compromessa, Lydia propone di assaltare un treno merci che trasporta anche una cisterna di metilammina. Mike evidenzia il fatto che dovranno inevitabilmente uccidere i due conducenti e prendere il carico, e quindi i tre sono indecisi sul da farsi. Mentre Mike litiga con Walt perché indispettito dalla sua voglia di fare la rapina a tutti i costi, Jesse propone un piano per permettere di rubare la metilammina senza che nessuno se ne accorga e allo stesso tempo senza fare vittime. In preparazione al furto, i tre nascondono due serbatoi da migliaia di litri nei pressi dei binari: uno vuoto e uno pieno d'acqua; vengono aiutati da Todd, un ragazzo della squadra di disinfestatori che fa da copertura al laboratorio. 
Arriva il giorno della rapina: Kuby si piazza con un camion apparentemente guasto in mezzo ai binari e costringe il treno a fermarsi, i macchinisti quindi scendono e cercano di aiutare l'uomo a risolvere il problema al motore. Nel frattempo Walt, Jesse e Todd iniziano a prelevare la metilammina dalla cisterna e sostituirla con l'acqua, ricevendo via radio le indicazioni di Mike poco lontano che controlla che tutto fili liscio. Sulla scena arriva però un uomo che si offre di spingere fuori dai binari il furgone: Mike osserva la scena e ordina di interrompere l'operazione, ma Walt è deciso a riempire tutto il serbatoio e non accenna a fermarsi. Finalmente, Walt dà l'ordine di chiudere la cisterna, ma a questo punto il treno ormai è in partenza: Jesse e Todd riescono però a sigillare nuovamente la cisterna e mettersi in salvo, il primo sdraiandosi sui binari con il treno che gli passa sopra, il secondo saltando dal convoglio in corsa. Il piano quindi ha successo: mentre festeggiano, Walt, Jesse e Todd si accorgono che poco distante da loro c'è un bambino su una pit bike, che probabilmente ha assistito a tutta la scena. Todd prima lo saluta e poi gli spara a sangue freddo.
- Guest star: Laura Fraser (Lydia Rodarte-Quayle), Jesse Plemons (Todd Alquist), Steven Michael Quezada (Steven Gomez), Bill Burr (Patrick Kuby), Jamie McShane (Wallace), Myk Watford (Ingegnere).
- Altri interpreti: Joshua Gomez (Sandor), Miguel Martinez (Fernando), Mary Sue Evans (Janice), Samuel Webb (Drew Sharp), Ryan Begay (Buon samaritano).

## Buonuscita
- Titolo originale: Buyout
- Scritto da: Gennifer Hutchison
- Diretto da: Colin Bucksey

### Trama
Nonostante le proteste di Jesse per la morte del bambino innocente, Walt e Mike non vogliono cacciare Todd, poiché creerebbe solo altri problemi.
Nel frattempo, Mike è messo sempre più sotto pressione dalla DEA, che scava tra i suoi trascorsi con Gus. Intuendo di essere pedinato, decide di uscire dal giro, contatta un grosso distributore di droga di Phoenix, chiedendogli 10 milioni in cambio della sua parte di metilammina e di quella di Jesse. Alla concorrenza però non importa tanto della metilammina, quanto di far sparire la metanfetamina blu dal mercato, e chiede che le venga consegnata tutta la partita, compresa la parte di Walt.
Jesse si reca a casa di Walt per dargli la notizia e tenta di convincerlo, ma quest'ultimo rifiuta perché, dopo tutti gli sforzi e i sacrifici fatti, non vuole accontentarsi di 5 milioni di dollari. Per far comprendere la sua scelta, Walt racconta a Jesse il suo grande rimpianto: fondò la Gray Matter con Gretchen e Elliott, ma la abbandonò in seguito prendendo una buonuscita di soli 5000 dollari, per poi vedere i suoi amici divenire miliardari anche grazie al suo lavoro, e stavolta è deciso a non commettere di nuovo lo stesso errore. Jesse cerca di fargli notare la differenza tra le due situazioni, ma Walt gli dice che il suo scopo non è semplicemente produrre droga o fare soldi, ma costruire un impero, proprio come non aveva fatto con la Grey Matter. In quel momento rientra Skyler e Walt invita Jesse a rimanere a cena: i tre siedono a tavola in un imbarazzante silenzio, e a poco valgono i tentativi di Jesse di iniziare una conversazione. Nel mezzo della cena, Skyler punge Walt per aver rivelato a Marie del suo tradimento e va via: rimasti soli, Walt fa notare a Jesse che, con la moglie che lo odia e con i figli lontani da casa, il lavoro è tutto ciò che gli è rimasto. 
Walt tenta di rubare la metilammina per mandare a monte il piano ma Mike, che aveva anticipato le sue intenzioni, glielo impedisce e lo costringe a passare la notte con lui per controllarlo. La mattina successiva, prima di recarsi all'incontro per vendere la metilammina, Mike deve però recarsi dalla DEA con Saul per presentare un ordine restrittivo nei confronti della DEA e impedire che venga pedinato. Mike allora lega Walt nell'ufficio della Vamonos Pest per impedirgli di mandare a monte l'affare, ma Walt riesce a liberarsi e a nascondere la metilammina. Quando Mike e Jesse arrivano per prelevare la partita, dice loro che ha un piano per far avere loro i soldi e tenersi la sua parte.
- Guest star: Jesse Plemons (Todd Alquist), Steven Michael Quezada (Steven Gomez), Louis Ferreira (Declan).
- Altri interpreti: Kaija Roze Bales (Kaylee Ehrmantraut), Samuel Webb (Drew Sharp), Morse Bicknell (Autista di Declan), Phil Duran (Agente Van Oster), Antoinette Antonio (Reporter).

## Di' il mio nome
- Titolo originale: Say My Name
- Scritto da: Thomas Schnauz
- Diretto da: Thomas Schnauz

### Trama
Walter, Mike e Jesse s'incontrano nel deserto col distributore di Phoenix. Walt, rivelando di essere Heisenberg, riesce a stipulare un accordo: pagheranno 5 milioni di dollari a Mike per acquistare la sua posizione di distributore della metanfetamina blu, che darà loro maggiori profitti. Walt ha però intenzione di far continuare a lavorare Jesse con sé, che ormai considera un vero discepolo. Questi, contrariato, lo abbandona, rinunciando ai 5 milioni della sua parte. Walter decide allora di fare di Todd il suo assistente, ricevendo da parte del ragazzo un grande interesse.
Nel frattempo Mike, benché fuori dal giro, si accolla la responsabilità di pagare gli uomini di Gus in prigione affinché non raccontino nulla alla polizia. L'avvocato che distribuiva alle famiglie il denaro viene colto in flagrante dalla DEA, che dopo ore di interrogatorio riesce a convincerlo a collaborare. Walter, tornato nel frattempo nell'ufficio di Hank per togliere la cimice, ascolta per caso la notizia e avverte Mike, che riesce a fuggire prima dell'arrivo della polizia. Nella fuga precipitosa, è costretto a lasciare la sua nipotina Kaylee senza nemmeno poterle dire addio, perdendola per sempre. Mike chiede a Saul di recuperare una borsa che aveva nascosto con l'occorrente per fuggire, ma è Walt che si offre per recuperarla e i due si incontrano in una radura: qui Walter chiede i nomi degli uomini di Gus, timoroso che uscito di scena Mike e quindi le "buone uscite" questi parleranno alla polizia. L'uomo rifiuta e lo accusa di essere stato il motivo della loro rovina, rinfacciandogli di essersi messo contro Gus e aver mandato all'aria l'intera operazione solo a causa del suo ego spropositato. In preda alla rabbia, Walter gli spara mortalmente, ricordandosi subito dopo che i nomi avrebbe potuto chiederli a Lydia. Walt rimane sulla riva del fiume a fianco della radura insieme a Mike, chiedendogli scusa e attendendo che muoia.
- Guest star: Jesse Plemons (Todd Alquist), Steven Michael Quezada (Steven Gomez), Louis Ferreira (Declan).
- Altri interpreti: Todd Terry (Agente Austin Ramey), Kaija Roze Bales (Kaylee Ehrmantraut), Chris Freihofer (Dan Wachsberger), Kathleen Brady (Dorothy Yobs), Morse Bicknell (Autista di Declan), Phillip Hart (Agente della DEA).

## Volare alto
- Titolo originale: Gliding Over All
- Scritto da: Moira Walley-Beckett
- Diretto da: Michelle MacLaren

### Trama
Walt incarica Todd di far rottamare l'auto di Mike. Mentre si apprestano a disfarsi anche del corpo, arriva Jesse che chiede a Walter se Mike ha ricevuto la borsa ed è riuscito a scappare: Walt mente e conferma, dopodiché dice a Jesse che deciderà lui cosa fare con gli uomini di Mike in carcere e lo manda via.
In carcere, Hank rifiuta una proposta di patteggiamento con il manager della lavanderia di Gus, che era disposto a confessare tutto; Hank è infatti sicuro del fatto che troverà qualcun altro che parlerà con un accordo migliore, ora che nessuno pagherà per mantenere il loro silenzio. Intanto Walter si incontra con Lydia in un bar per farsi dare la lista con i nomi dei nove uomini di Gus e Mike, a cui si è aggiunto l'avvocato. La donna accetta di dargliela, ma, temendo che poi Walt si sbarazzerà di lei perché non più utile, gli offre di fare da tramite con una rete di distribuzione della Repubblica Ceca, nazione in cui il mercato della metanfetamina sembra essere in forte espansione. Walter, che inizialmente aveva l'intenzione di avvelenare Lydia con la ricina, rimane allettato dalla prospettiva di guadagnare ancora di più e accetta. 
Walt si reca dallo zio di Todd e la sua banda di neonazisti, che ha vari membri nelle diverse prigioni del Nuovo Messico, e gli affida il compito di far uccidere tutti e dieci gli uomini in carcere, pretendendo che i delitti siano svolti tutti in una finestra temporale di due minuti. Arriva il giorno fatidico: dopo pranzo, mentre Walt attende notizie a casa sua, con una sequenza di attacchi ben coordinati, in due minuti e in tre prigioni diverse vengono uccisi brutalmente l'avvocato e gli uomini di Gus; tutti vengono pugnalati, tranne il manager della lavanderia, che viene bruciato vivo.
Ormai senza più ostacoli, nei mesi successivi Walt e Todd producono metanfetamina senza sosta nelle case in disinfestazione, facendola smerciare da Lydia in Europa e dagli spacciatori di Phoenix negli Stati Uniti, mentre Skyler continua a riciclare il denaro. Una sera, Skyler porta Walt ad un magazzino in affitto, dove ha accumulato un'enorme montagna di denaro, troppo elevato per essere riciclato senza attirare sospetti: la donna supplica il marito di terminare l'attività, per riportare i figli a casa e riappropriarsi della propria vita. In seguito, Jesse riceve la visita di Walt ed è visibilmente spaventato dalla sua presenza, convinto che l'ex professore sia lì per ucciderlo: i due cominciano però a chiacchierare, ricordando i loro primi tempi quando cucinavano nel camper. Quando Walt va via, consegna a Jesse i 5 milioni che gli spettavano; tornato a casa, annuncia a Skyler di essersi ritirato dall'attività.
Tempo dopo, tutta la famiglia si ritrova felicemente a pranzare come un tempo insieme a Hank e Marie nel giardino di casa White. Verso la fine del pasto, Hank si assenta per andare in bagno: qui trova casualmente il libro di poesie Leaves of Grass di Walt Whitman che Gale Boetticher aveva regalato a Walter quando i due lavoravano assieme nel laboratorio di Gustavo. Leggendo la dedica a quello che Gale nella prima pagina del libro definisce "il suo altro W.W. preferito", Hank ricorda quando assieme al cognato faceva ipotesi sulla vera identità della persona indicata dalle iniziali, e qui capisce che l'odiato Heisenberg altro non è che il suo cognato e amico Walter White.
- Guest star: Laura Fraser (Lydia Rodarte-Quayle), Jesse Plemons (Todd Alquist), Steven Michael Quezada (Steven Gomez), Michael Bowen (Jack Welker), Kevin Rankin (Kenny), Mike Batayeh (Dennis Markowski).
- Altri interpreti: Chris Freihofer (Dan Wachsberger), Morse Bicknell (Autista di Declan), Russ Dillen (Ron Forenall), Antoinette Antonio (Reporter), Patrick Sane (Frankie), Scott Ward (Pubblico difensore), Craig Nigh (Assistente del procuratore).

## Denaro insanguinato
- Titolo originale: Blood Money
- Scritto da: Peter Gould
- Diretto da: Bryan Cranston

### Trama
Riprende il flashforward introdotto nel primo episodio della stagione: Walt, con l'M60 nel bagagliaio, si reca in quella che è stata la sua casa, ora abbandonata, vuota e in rovina, e recupera la fiala di ricina che aveva nascosto in precedenza all'interno di una presa elettrica. Nel farlo, viene visto dalla sua vicina di casa Carol, che saluta con disinvoltura come se nulla fosse. 
Nel presente, Hank rimane scioccato dalla scoperta di chi sia "Heisenberg" e, tornato a casa, si mette a riesaminare tutte le prove del caso. Lydia cerca di convincere Walt a tornare nel giro poiché la metanfetamina realizzata ora non è paragonabile al suo prodotto, ma egli rifiuta. Jesse, intanto, cerca di cancellare i sensi di colpa chiedendo a Saul di consegnare i suoi soldi alla famiglia del ragazzino ucciso da Todd e alla nipote di Mike, ma Walter e lo stesso Saul glielo impediscono. Solo e disperato, va in giro in auto e lancia soldi alle case dei quartieri poveri della città.
Nel frattempo, Walter ha ricominciato la chemioterapia con la ricomparsa del cancro. Quella notte, si accorge della mancanza di Leaves of Grass e, colto da un sospetto, controlla sotto la sua macchina e vi trova un GPS uguale a quello che Hank gli aveva fatto piazzare sotto la macchina di Fring: capisce quindi che il cognato lo ha scoperto. La mattina seguente si reca da Hank: i due, ognuno a conoscenza dei segreti dell'altro, cercano di far finta di nulla e tenere una conversazione normale, fino a quando Walt mette Hank davanti ai fatti mostrandogli il GPS. Il cognato abbandona quindi ogni finzione, sferrandogli un pugno e dicendogli di avere intenzione di farlo arrestare. Walt, pur continuando a negare le accuse, avverte Hank che il cancro è nuovamente ricomparso e che, anche se riuscisse a trovare le prove su di lui, una giuria non farebbe mai in tempo a condannarlo prima del sopraggiungere della morte, e lo minaccia sottilmente consigliandogli di procedere con cautela nei suoi confronti. Hank rimane inorridito ed incredulo davanti al vero carattere del cognato.
- Guest star: Matt L. Jones (Badger), Charles Baker (Skinny Pete), Lavell Crawford (Huell Babineaux).
- Altri interpreti: Tina Parker (Francesca Liddy), Pedro Garcia (Mariano), Cheryl Ford-Mente (Carol), Debi Parker (Min-Ye), Chad Brummett (Agente Artie), Joe Nemmers (Agente Scott Hoffman), Wayne Dehart (Barbone), Brett Shane Cooley (Proprietario della casa), Ray Chavez (Pattinatore).
- Curiosità: Laura Fraser e Jesse Plemons nei rispettivi ruoli di Lydia Rodarte-Quayle e Todd Alquist a partire da questo episodio entrano a far parte del cast principale.

## Questioni di famiglia
- Titolo originale: Buried
- Scritto da: Thomas Schnauz
- Diretto da: Michelle MacLaren

### Trama
Hank chiama Skyler, rivelandole la sua scoperta, e i due si incontrano in un ristorante: il poliziotto cerca di ottenere da lei una confessione, ma, saputo che Walter ha di nuovo il cancro, Skyler rifiuta. Hank rivela a sua moglie la verità e i due si recano da loro: Marie è furibonda con la sorella e cerca di portare via con sé Holly, ma viene dissuasa da Hank. Intanto Walter va da Saul, informandolo di essere stato scoperto da Hank: i due provvedono quindi a far sparire l'unica prova delle vecchie attività di Walt, ovvero il suo denaro. Kuby e Huell si recano al magazzino affittato da Skyler e prelevano tutti i soldi, mettendoli in sette barili e caricandoli su un furgone. Walt allora va nel deserto e vi sotterra tutto il denaro; tornato a casa la sera tardi, viene accolto da Skyler, che cerca di tranquillizzarlo dicendogli di non aver confessato nulla a Hank: Walt però sviene senza pronunciare neanche una parola, totalmente sfinito per il lavoro di scavo. Skyler ha la conferma del ritorno del cancro; una volta rinvenuto, Walt propone un accordo alla moglie: lui si costituirà solo se lei terrà tutti i soldi. La moglie risponde che le due cose non sono conciliabili: la polizia vorrà infatti sequestrare sicuramente anche il denaro. Nel frattempo Lydia propone al boss di Phoenix, vale a dire Declan, di cambiare sistemazione per migliorare la qualità del prodotto ma, al loro rifiuto, Todd, suo zio Jack e i suoi uomini li uccidono prendendo il comando degli affari. Jesse, intanto, è stato preso in custodia dalla polizia che vuole sapere da dove provengono i 5 milioni che ha sparso per Albuquerque. Hank si prepara a interrogarlo per fargli confessare tutto su Walter.
- Guest star: Steven Michael Quezada (Steven Gomez), Bill Burr (Patrick Kuby), Lavell Crawford (Huell Babineaux), Louis Ferreira (Declan), Michael Bowen (Jack Welker), Kevin Rankin (Kenny), Gonzalo Menendez (Detective Kalanchoe).
- Altri interpreti: Jason Douglas (Detective Munn), Morse Bicknell (Autista di Declan), Pedro Garcia (Mariano), Victoria Lease (Agente della DEA), Patrick Sane (Frankie), Tait Fletcher (Lester), Matthew T. Metzler (Matt), Mark Vasconcellos (Sicario di Jack), Michael Davis (Anziano), Kevin Owen McDonald (Cuoco di Declan).

## Confessioni
- Titolo originale: Confessions
- Scritto da: Gennifer Hutchison
- Diretto da: Michael Slovis

### Trama
Todd lascia un messaggio nella segreteria di Walt, dicendogli di richiamarlo perché deve informarlo degli ultimi avvenimenti, poi si accorda con lo zio per rimettere in piedi un laboratorio di metanfetamina. Hank propone a Jesse l'immunità in cambio di informazioni sul cognato, ma il ragazzo rifiuta e viene rilasciato su cauzione grazie a Saul. Walter, nel frattempo, rivela al figlio che gli è ritornato il cancro, manipolandolo per farlo stare vicino a lui e non avvicinarsi a Hank e Marie. Quella sera, Walter e Skyler si incontrano a cena con Hank e Marie. I coniugi White si allontanano lasciando ad Hank e Marie un video. Il video contiene una confessione registrata da Walt in cui afferma di essere stato nell'ultimo anno solo una pedina, come chimico, nelle mani di un "signore della droga" che identifica in Hank, presumibilmente per assicurarsi che Hank non lo faccia arrestare. Quest'ultimo scopre che la sua riabilitazione fisioterapica dopo l'attentato è stata pagata non dall'assicurazione (come gli era stato raccontato da sua moglie), ma da Walt con il denaro delle sue attività di spacciatore, e il cognato, nella sua "confessione", dichiara essersi trattata di un'estorsione da parte di Hank nei suoi confronti.
Il giorno dopo Walt si incontra con Jesse, proponendogli, per il bene di entrambi, di cambiare identità e lasciare la città. Il ragazzo, seppure con qualche remora, decide di accettare e contatta Ed l'Estrattore, commerciante di aspirapolveri specializzato nel garantire latitanza o falsa identità dietro compenso. Mentre aspetta l'uomo che dovrebbe accompagnarlo verso una nuova vita, si accorge che Saul gli ha fatto sottrarre la droga che aveva con sé e ricollega la scomparsa a quella della sigaretta con la ricina. L'uomo arriva, ma Jesse cambia idea e va via inviperito: torna da Saul e pesta brutalmente l'avvocato, rinfacciandogli di aver ordinato a Huell di sottrargli la sigaretta avvelenata per conto di Walter, permettendogli di far credere a Jesse stesso che fosse stato Gus a sottrargliela per avvelenare Brock, il figlio di Andrea. In questo modo Walt era riuscito, ancora una volta, a manipolarlo e a riportarlo dalla sua parte per eliminare Fring. Saul confessa, scaricando la colpa su Walt: a quel punto Jesse, accecato dall'ira, si precipita a casa di Walter, cospargendola di benzina, mentre Walter, avvertito da Saul, recupera una pistola nascosta.
- Guest star: Steven Michael Quezada (Steven Gomez), Lavell Crawford (Huell Babineaux), Michael Bowen (Jack Welker), Kevin Rankin (Kenny), Gonzalo Menendez (Detective Kalanchoe), Guy Wilson (Trent).
- Altri interpreti: Tina Parker (Francesca Liddy), Jason Douglas (Detective Munn), Mary Sue Evans (Janice), Millard Drexler (Cliente), Caroline Patz (Cameriera).

## Cane rabbioso
- Titolo originale: Rabid Dog
- Scritto da: Sam Catlin
- Diretto da: Sam Catlin

### Trama
Walter si precipita a casa, ma scopre che, a parte la benzina sparsa per tutto il salotto, di Jesse non c'è traccia. Per giustificare l'odore di benzina, Walt inventa una storia e propone alla famiglia di passare qualche giorno in hotel. Qui si incontra con Saul e Kuby, che stanno cercando Jesse ovunque. Saul propone a Walter di uccidere il ragazzo. Walt rifiuta e, in hotel, racconta tutta la verità alla moglie, che non aveva realmente creduto alla storia del marito. Walt le dice che risolverà la situazione, ma anche Skyler suggerisce di eliminare il ragazzo, anche se Walt rimane sulle sue. 
In un flashback, si vede Jesse sul punto di appiccare fuoco alla casa quando viene fermato da Hank, che lo stava seguendo, e gli ripropone di collaborare per incastrare Walt. Il poliziotto ospita Jesse a casa sua e, il giorno dopo, insieme a Gomez gli fa registrare una confessione completa. Essa non costituisce tuttavia una prova sufficiente, così Hank decide di sfruttare il messaggio lasciato da Walt nella segreteria di Jesse: il signor White propone infatti al ragazzo di incontrarsi per chiarirsi e Hank vuole filmare e registrare la conversazione. Jesse, che fin dall'inizio aveva espresso dubbi perché temeva per la sua vita, cambia idea subito prima di raggiungere Walt poiché vede un uomo con aria sospetta (che si rivela più avanti un comune padre) e pensa che sia un sicario assunto da Walt per ucciderlo; lo chiama quindi da un telefono pubblico per minacciarlo. Tornato da Hank, dice al poliziotto che ha un'idea migliore per incastrare Walter. Quest'ultimo, intanto, preoccupato dalla minaccia di Jesse, chiama Todd dicendo di avere un altro lavoro per suo zio.
- Guest star: Steven Michael Quezada (Steven Gomez), Bill Burr (Patrick Kuby), Lavell Crawford (Huell Babineaux), Bruce McKenzie (Dave).
- Altri interpreti: Wray Crawford (Fabbro), Manny Rey (Battitappeto 1), Rafael Herrera (Battitappeto 2), Sachie Capitani (Bambina), Jack Burning (Barbone).

## Riserva indiana
- Titolo originale: To'hajiilee
- Scritto da: George Mastras
- Diretto da: Michelle MacLaren

### Trama
Todd ha assunto il ruolo di "cuoco" di metanfetamina per suo zio Jack e Lydia, la quale si lamenta ancora del fatto che il prodotto non è più dello stesso colore blu di un tempo. Todd riceve la telefonata di Walt con cui era finito l'episodio precedente: il lavoro che commissiona è l'uccisione di Jesse. Jesse spiega la sua idea a Hank e Gomez: trovare il denaro di Walt, unica prova rimasta della sua carriera criminale. Jesse sa che gli uomini di Saul hanno aiutato Walt a nascondere il denaro, quindi Hank e Steven tendono un tranello a Huell, guardia del corpo di Saul, facendogli credere che Walt voglia ucciderlo: Huell quindi collabora con i due, dicendo che Walt ha nascosto i soldi nel deserto. Jack accetta di uccidere Jesse, ma in cambio Walt dovrà aiutare Todd nella produzione.
Dopo aver inutilmente tentato di attrarre Jesse in una trappola, grazie ad Andrea, Walt cade a sua volta nel tranello tesogli da Hank: Jesse invia una foto a Walt con un barile di denaro sotterrato nel deserto, dicendogli di aver scoperto il nascondiglio del denaro e di avere intenzione di bruciare tutto. Jesse chiama Walt, che gli chiede di fermarsi e si precipita nel deserto nel luogo dove ha sepolto i soldi: durante la telefonata Walt cerca di dissuadere Jesse rinfacciandogli di averlo salvato più volte e di fatto confessando molti dei suoi reati. Arrivato sul posto, di Jesse ovviamente non c'è traccia: compreso di essere stato ingannato e che Jesse lo stesse seguendo, Walt chiama Jack e i suoi uomini; durante la chiamata vede arrivare sul luogo Hank, Gomez e Jesse, decide di consegnarsi e dice a Jack di non venire. Walt viene arrestato dal cognato, che avverte subito Marie, ma sul luogo arrivano comunque Jack e i suoi uomini. Nonostante le urla di Walt, inizia un feroce scontro a fuoco tra gli uomini di Jack contro Hank e Steven.
- Guest star: Steven Michael Quezada (Steven Gomez), Emily Rios (Andrea Cantillo), Lavell Crawford (Huell Babineaux), Michael Bowen (Jack Welker), Kevin Rankin (Kenny).
- Altri interpreti: Ian Posada (Brock Cantillo), Patrick Sane (Frankie), Tait Fletcher (Lester), Matthew T. Metzler (Matt), Phil Duran (Agente Van Oster), Merritt Glover (Cliente).

## Declino
- Titolo originale: Ozymandias
- Scritto da: Moira Walley-Beckett
- Diretto da: Rian Johnson

### Trama
La puntata si apre con un flashback, due anni prima, in cui Walt e Jesse sono nel deserto con il camper a cucinare per la prima volta; Walt telefona a Skyler e in quel momento decidono il nome della loro futura figlia: Holly.
Nel presente, nello stesso luogo si svolge la scena presente: la sparatoria si è conclusa, Gomez è morto, Jesse è sparito e Hank è rimasto ferito ad una gamba. Walt prega Jack di non uccidere il cognato e per convincerlo gli offre gli 80 milioni di dollari che ha sepolto lì vicino, dopodiché tenta di convincere Hank a promettere di dimenticare tutto. Consapevole del fatto che non ne uscirà vivo, Hank rifiuta: Jack allora gli spara, uccidendolo. Mentre Walter crolla alla vista del cognato morto, i criminali s'impadroniscono dei soldi sepolti e Todd, per rispetto, chiede allo zio di lasciare uno dei sette barili a Walter. Quest'ultimo, ripresosi dallo shock, si accorge che Jesse si è nascosto sotto la sua automobile, e dice a Jack di ucciderlo. Todd, però, sospettando che Jesse abbia riferito informazioni importanti alla DEA, consiglia allo zio di portarlo nel loro covo per farsi dire tutto e ucciderlo solo dopo aver controllato che non abbia fatto incriminazioni che potrebbero condurre la polizia verso di loro. Prima di andarsene, Walter fissa Jesse con sguardo duro e gli rivela che ha visto morire Jane, la sua ex-ragazza, per overdose e che, nonostante avesse potuto salvarla, non fece nulla.
Walt quindi va via in macchina, ma dopo poco questa va in panne a causa del serbatoio danneggiato durante la sparatoria: Walt è costretto a proseguire a piedi nel deserto facendo rotolare il suo barile fino a quando arriva all'abitazione di un nativo americano, da cui compra un vecchio pick-up. Sotto la minaccia di fare del male ad Andrea e Brock, Todd e la sua banda di criminali obbligano Jesse a cucinare metanfetamina per loro. 
Nel frattempo, Marie va da Skyler dicendole che Walt è stato arrestato da Hank ma che è disposta ad aiutarla se accetta le sue condizioni: Skyler dovrà consegnare a Marie ogni copia del DVD in cui Walt ricatta Hank e soprattutto dovrà dire tutta la verità a Walter Junior. Skyler allora racconta tutto al figlio, lasciandolo scioccato. Tornati a casa, con grande sorpresa i due trovano Walt che ordina loro di fare i bagagli e non fare domande. Skyler, incredula su come Walter possa essersi liberato, intuisce che Hank sia morto e minaccia l'ex marito con un coltello intimandogli di sparire e, vedendo che Walt non le obbedisce, lo aggredisce ferendolo ad una mano: i due lottano, venendo interrotti dal figlio che chiama la polizia; Walt allora fugge, rapendo Holly.
La sera i poliziotti arrivano in casa White e, proprio mentre ascoltano la denuncia di Skyler, Walter chiama la moglie al telefono, consapevole della presenza della polizia in casa: Walt parla in modo da renderla estranea a qualunque fatto criminale, fingendo di accusarla di aver ostacolato le sue attività criminali e minacciando di farle fare la stessa fine di Hank se farà un'altra mossa sbagliata; durante la telefonata, l'uomo si sfoga rinfacciandole di non aver mai creduto in lui e si mostra invece orgoglioso dicendo di aver fatto tutto quel che ha fatto da solo. 
Tuttavia, quella sera stessa, sentendo che Holly pronuncia ripetutamente la parola "mamma", Walt decide di lasciare la figlia alla stazione dei pompieri di Albuquerque per farla tornare a casa. Il giorno dopo, contatta Ed l'Estrattore per cambiare identità e, portando con sé vestiti e soldi, se ne va salendo a bordo dell'auto.
- Guest star: Steven Michael Quezada (Steven Gomez), Michael Bowen (Jack Welker), Kevin Rankin (Kenny).
- Altri interpreti: Patrick Sane (Frankie), Tait Fletcher (Lester), Saginaw Grant (Nativo americano), Matthew T. Metzler (Matt), Hank Rogerson (Detective 1), Billy Lockwood (Detective 2), Patricio Delgado (Poliziotto 1), Carlos Telles (Poliziotto 2), Noah Segan (Pompiere).

## Tutto torna
- Titolo originale: Granite State
- Scritto da: Peter Gould
- Diretto da: Peter Gould

### Trama
Anche Saul, essendo Walt stato scoperto, contatta Ed "l'estrattore" per cambiare identità e viene portato da questi al suo nascondiglio. Qui incontra Walt, che gli chiede di rimanere con lui per sistemare quanto ha in sospeso: uccidere Jack e i suoi uomini per riprendersi i soldi e darli alla famiglia. Saul declina l'invito, ormai non più intimidito da Walt, e parte per il Nebraska, dove lo aspetta una nuova vita. 
Jesse è costretto a cucinare metanfetamina per conto della gang di Jack, dai quali viene tenuto come uno schiavo. Vista la purezza del prodotto, Todd convince Lydia a continuare a smerciarlo. Una sera Jesse riesce a fuggire dalla cella in cui è rinchiuso, ma viene subito ricatturato e Andrea viene uccisa davanti ai suoi occhi per dissuaderlo dal tentare una nuova fuga. 
Walt viene portato in una baita isolata del New Hampshire dove inizia la sua latitanza, ricevendo ogni mese la visita di Ed per i rifornimenti di viveri, giornali di Albuquerque e una rudimentale chemioterapia. Mesi dopo, Walter, ormai deperito per il cancro e depresso per la solitudine, capisce di avere ancora poco tempo da vivere e decide di raggiungere un bar in un vicino paese per telefonare al figlio, spiegandogli un piano perché possano ricevere il denaro che intende mandargli. Walter Jr. rifiuta seccamente e, dopo averlo incolpato per la morte di Hank, gli augura di morire presto. Completamente distrutto, Walt chiama la polizia e aspetta che rintraccino la chiamata per poi costituirsi. Mentre attende le autorità, Walt vede in TV del bar un'intervista ai coniugi Schwartz, proprietari della Gray Matter Technologies e suoi ex compagni e amici di università, in cui affermano di aver donato milioni di dollari a centri di riabilitazione dalle tossicodipendenze di tutto il Southwest, evidentemente per ripulire la propria immagine per dichiararsi estranei a Walter, co-fondatore dell'azienda. I due, difendendosi dalle accuse di complicità nei crimini di Heisenberg, affermano che quest'ultimo non ha mai avuto alcun ruolo nello sviluppo delle tecnologie che hanno portato loro al successo. Il conduttore del programma a un determinato punto domanda il loro pensiero riguardo a Walter, ossia se sia effettivamente morto. Gretchen risponde fermamente di sì, dicendo che l'essere diventato Heisenberg aveva già ucciso da tempo il dolce e caro professore di chimica che in passato avevano conosciuto. Walter, arrabbiato per le posizioni di Gretchen ed Elliot sul suo contributo alla Grey Matter, cambia improvvisamente idea e lascia il bar prima che la polizia irrompa, sfuggendo per un soffio. 
- Guest star: Emily Rios (Andrea Cantillo), Michael Bowen (Jack Welker), Kevin Rankin (Kenny), Adam Godley (Elliot Schwartz), Jessica Hecht (Gretchen Schwartz), Carmen Serano (Preside Carmen Molina), Brennan Brown (Procuratore), Eric Price (Avvocato di Skyler), Robert Forster (Ed Galbraith).
- Altri interpreti: Todd Terry (Agente Austin Ramey), Patrick Sane (Frankie), Tait Fletcher (Lester), Matthew T. Metzler (Matt), Joe Nemmers (Agente Scott Hoffman), Aaron Wright (Agente 1), Dave Priemazon (Agente 2), Julianne Flores (Cameriera), William Stafford (Avvocato), Deborah Martinez (Impiegata scolastica), Kurt Soderstrom (Barista), Leslie O'Carroll (Barfly), Charlie Rose (sé stesso).
- Nota: l'episodio dura 55 minuti circa, 10 in più rispetto ai 45 degli altri episodi.

## Felina
- Titolo originale: Felina
- Scritto da: Vince Gilligan
- Diretto da: Vince Gilligan

### Trama
Walter ruba un'auto e torna nel Southwest, recandosi a casa di Gretchen ed Elliot Schwartz senza farsi vedere. La sera, quando i due rincasano, lo trovano in salotto: Walter consegna loro più di nove milioni di dollari in contanti, chiedendo ai due di cederli a suo figlio Walt Jr. per il suo diciottesimo compleanno sotto forma di "donazione": non potendo lui provvedere in quanto ricercato, una donazione formale da parte di ricchi benefattori non farà insospettire nessuno. Per essere sicuro che i coniugi Schwartz rispettino l'accordo, Walt li fa prendere di mira da due laser, informandoli di aver pagato due abili sicari che nei successivi mesi controlleranno se l'accordo verrà rispettato e li uccideranno in caso contrario; in realtà, gli "assassini" sono Skinny Pete e Badger, i due amici di Jesse, che Walt paga non appena rientra in macchina, dove i due sono appostati. Prima di andarsene, Walt chiede ai due informazioni sulla metanfetamina che è ancora in circolazione: venendo a sapere che la droga è della stessa qualità di un tempo, Walt intuisce che Jesse stia cucinando per la Fratellanza ariana di Jack e Todd.
La trama si riallaccia così ai due flashforward degli episodi precedenti: Walt compra l'M60, si procura un'auto diversa e recupera la ricina dalla sua vecchia casa, ormai disabitata. Fatto ciò, si reca al bar in cui si incontrano abitualmente Todd e Lydia e, sedendosi al loro tavolo, propone di insegnare al ragazzo un nuovo metodo per produrre senza metilammina, spiegando di aver disperato bisogno di denaro e di sapere che la scorta di metilammina della gang di Todd sta finendo. Lydia e Todd non accettano subito, ma promettono di consultarsi con Jack quella sera: per quanto il ragazzo sia indeciso, Lydia non vuole rimettersi in affari con Walt e, appena questi va via, ordina a Todd di farlo uccidere quella stessa sera. Più tardi, nel deserto Walt assembla un meccanismo rotante telecomandato nel bagagliaio della sua auto.
Marie chiama Skyler per informarla che Walt è stato avvistato in città, temendo che tornerà da Skyler. Finita la telefonata, si scopre che in realtà l'uomo è già di fronte all'ex moglie: Walt le spiega di essere tornato per un addio appropriato e le assicura che si occuperà degli uomini che l'avevano minacciata mesi prima. Dopo averle dato le coordinate del luogo in cui sono stati seppelliti Hank e Gomez, confessa a Skyler che tutto quello che ha fatto non è stato per il bene della famiglia, ma solo per appagare il suo ego e sentirsi finalmente vivo. Così, dopo aver salutato per l'ultima volta la figlia Holly e aver osservato da lontano Walt Jr. che rientra in casa, se ne va in silenzio.
Quella sera Walter raggiunge il rifugio di Jack, dove viene perquisito; lo zio di Todd però si mostra non interessato all'offerta e ordina di portarlo via e ucciderlo: Walter allora rinfaccia a Jack di essersi messo in affari con Jesse, accusandolo di essere un bugiardo dato che non ha rispettato la promessa di uccidere il suo ex socio. Indispettito, Jack ordina a Todd di portargli Jesse, che si mostra ferito e incatenato: Jack mostra così la condizione di schiavitù in cui si trova il ragazzo; ma Walt, che nel frattempo aveva recuperato di nascosto le chiavi della macchina che gli erano state sottratte per precauzione, finge di attaccare Jesse buttandosi in terra assieme a lui e facendo scattare il meccanismo preparato in precedenza: dal baule dell'auto parcheggiata di fronte spunta l'M60 montato su un meccanismo girevole che inizia a far fuoco uccidendo i presenti nella casa. Quando il caricatore si esaurisce, Todd (rimasto illeso) viene strangolato da Jesse e Walt finisce Jack gravemente ferito, in un modo simile all'esecuzione di Hank. Walter dà poi la pistola a Jesse e lo invita ad ucciderlo, ma il ragazzo, vedendo che il suo vecchio professore è stato colpito al fianco da un proiettile vagante e capendo che questo era l'ennesimo, ultimo, tentativo di manipolarlo, gli dice di pensarci da solo e se ne va. Mentre Walt esce, sente il cellulare di Todd squillare: è Lydia. Walt le dice di aver ucciso i suoi partner e le comunica che quella mattina, al bar, aveva mischiato il dolcificante della sua camomilla con la ricina, e che quindi la donna è prossima alla morte. Fuori dall'edificio, Jesse e Walt si rivolgono un ultimo sguardo d'addio, dopodiché il ragazzo fugge con la macchina di Todd e inizia a urlare, finalmente libero.
Walter, rimasto solo e gravemente ferito, entra nel laboratorio di Todd, dove si mette a contemplare con nostalgia gli strumenti con cui un tempo era solito cucinare metanfetamina. Mentre i poliziotti irrompono nella struttura, l'uomo cade a terra e muore con un sorriso accennato in volto: così ha definitivamente termine la storia di Heisenberg e, con essa, quella di Walter White.
- Guest star: Matt L. Jones (Badger), Charles Baker (Skinny Pete), Michael Bowen (Jack Welker), Kevin Rankin (Kenny), Adam Godley (Elliot Schwartz), Jessica Hecht (Gretchen Schwartz).
- Altri interpreti: Patrick Sane (Frankie), Tait Fletcher (Lester), Matthew T. Metzler (Matt), Alex Gianopoulos (Cameriere), Steve Stafford (Agente della DEA).
- Non accreditati (filmati di repertorio): Steven Michael Quezada (Steven Gomez), Monique Candelaria (Lucy).
- Nota: l'episodio dura 55 minuti circa, 10 in più rispetto ai 45 degli altri episodi.
- Curiosità: La scelta del brano Baby Blue dei Badfinger che accompagna la scena finale, non è casuale: il testo racconta infatti una storia simile a quella di Walter che, poco prima di morire, ripensa nostalgico ai suoi ultimi anni di vita, spesi facendo ciò che amava fare. Inoltre può esistere un'analogia fra il "Blue" del titolo e la blue meth di Walter White.[4]